# Boa Me
"Boa Me" là một đĩa đơn bởi ca sĩ-rapper người Anh Fuse ODG, hợp tác với Ed Sheeran và Mugeez. Bài hát đã được phát hành ở Vương quốc Liên hiệp Anh và Bắc Ireland là tải kỹ thuật số vào ngày 10 tháng 11 năm 2017. Bài hát có vị trí cao nhất là vị trí số 52 trên UK Singles Chart.

## Danh sách bài hát
| Tải kỹ thuật số | Tải kỹ thuật số                             | Tải kỹ thuật số |
| STT             | Nhan đề                                     | Thời lượng      |
| --------------- | ------------------------------------------- | --------------- |
| 1.              | "Boa Me" (hợp tác với Ed Sheeran và Mugeez) | 3:00            |

## Bảng xếp hạng
| Bảng xếp hạng (2017–18)        | Vị trí cao nhất |
| ------------------------------ | --------------- |
| New Zealand Heatseekers (RMNZ) | 4               |
| Scotland (OCC)                 | 92              |
| Anh Quốc (OCC)                 | 52              |

## Lịch sử phát hành
| Khu vực                                 | Ngày                 | Định dạng       | Hãng đĩa      |
| --------------------------------------- | -------------------- | --------------- | ------------- |
| Vương quốc Liên hiệp Anh và Bắc Ireland | 10 tháng 11 năm 2017 | Tải kỹ thuật số | Off da Ground |